# حباك أصفر الساقين
الحباك أصفر الساقين (الاسم العلمي: Ploceus flavipes) نوع من الطيور الصغيرة من فصيلة الحباك، متوطن في جمهورية الكونغو الديمقراطية.